# Jamala
Susana Alimivna Jamaladinova (în ucraineană: Сусана Джамаладінова; în tătară: Susana Camaladinova; n. 27 august 1983), cunoscută sub numele său de scenă Jamala (în ucraineană: Джамала), este o cântăreață ucraineană de origine tătară și armeană. 
Deși educația sa muzicală este de profil clasic, Jamala a ales să nu urmeze o carieră ca solistă de operă, preferând să experimenteze cu muzica jazz, soul sau funk. Pe parcursul carierei sale artistice, începută în 2001, Jamala a lansat patru albume de studio, care conțin piese înregistrate în engleză, ucraineană, rusă sau tătară. Ea a obținut notorietate în Ucraina după câștigarea concursului internațional dedicat tinerelor talente New Wave (2009).
În 2016 a fost selectată să reprezinte Ucraina la Concursul Muzical Eurovision, unde cântecul interpretat de ea, „1944”, care evocă deportarea tătarilor din Crimeea, a obținut marele trofeu, cu 534 de puncte.

## Viața și cariera

### 1983 — 2009: Copilăria și începuturile în muzică
Jamala s-a născut pe 27 august 1983 în orașul Osh (în fosta RSS Kirghiză, URSS) și îi are ca părinți pe Alima Jamaladinov, dirijor de origine tătară, și Galina Tumasova, profesoară de muzică cu rădăcini armene; are o soră mai mare, Evelina. La scurt timp după nașterea ei, părinții săi iau decizia de a părăsi Kârgâzstanul și de a se întoarce în Crimeea; aici își aveau originile părinții tătari ai tatălui său, care au fost deportați din Crimea în Asia centrală, în urma unei dispoziții date de Iosif Stalin pe parcursul celui de-al Doilea Război Mondial. Deoarece autoritățile sovietice nu le permiteau tătarilor crimeeni să își cumpere case în Crimeea – cazul tatălui său, părinții săi au divorțat și au trăit separat timp de patru ani, până când mama sa a reușit să achiziționeze o casă în Crimeea, folosindu-și numele de dinainte de căsătorie. Astfel, familia s-a reunit în 1989, iar Jamala a copilărit în satul Maloricenske, Alușta într-un mediu cu puternice înclinații spre muzică.
Jamala a început să studieze muzică de la o vârstă fragedă, iar la zece ani participa deja la diverse concursuri de interpretare locale. În aceeași perioadă ea a înregistrat și o colecție de doisprezece cântece pentru copii, populare printre tătarii crimeeni. În intervalul 1992-1998, Jamala a studiat pianul la școala de muzică numărul 1 din Alușta, ulterior a fost admisă la școala de muzică din Simferopol, de unde a absolvit în 2001, și apoi și-a definitivat studiile muzicale la Academia Națională de Muzică din Kiev. Studiile sale au avut profil clasic, Jamala fiind la formare cântăreață de operă; la examenul final ea a interpretat rolul Violettei din „La traviata”, de Giuseppe Verdi și a obținut nota maximă.
„Norocul meu este că mereu am întâlnit oameni buni. Aranjorul Ghenadi Astsaturyan, pe care l-am întâlnit în Simferopol este cu siguranță unul dintre ei. El pur și simplu mi-a insuflat iubirea pentru jazz. Nu a fost dificil, pentru că în casa noastră s-a ascultat întotdeauna muzică bună. Totuși, Astsaturyan m-a ajutat să mă cufund în această lume. Când aveam doar 11 ani, el mi-a dat un cântec de-al Ellei Fitzgerald, care mie nu mi-a plăcut. Este de înțeles, eram doar un copil, iar această muzică nu e potrivită pentru copii. Dar el a revenit și mi-a dat un al doilea cântec, un al treilea ... apoi mi-a trimis o casetă și mi-a spus să-i învăț cântecele într-o săptămână. I-am răspuns: „Cum? Eu nu știu limba engleză." Și el mi-a spus: „Învață așa cum poți!”
În timpul studiilor, Jamala a participat la diverse festivaluri muzicale europene: «Vocile viitorului» (2000, Rusia), «Primăvară Crimeeană» (2001), «Do#DJ junior» (2001), «Il Concorso Europeo Amici della musica» (2004, Italy). De asemenea, în intervalul 2001-2007 ea a făcut parte din cvintetul «Beauty Band», alături de care a cântat muzică a cappella. Într-una dintre aparițiile grupului, Jamala a fost remarcată de coregrafa Elena Kolyadenko, care a invitat-o să facă parte din muzicalul „Па” (2008).
După terminarea studiilor, Jamala plănuia să se dedice muzicii clasice și visa să ajungă solistă pe scena teatrului La Scala din Milano. Ea chiar a primit o ofertă de a participa la un stagiu de pregătire în Milano, însă în aceeași perioadă Jamala a fost invitată să participe la concursul internațional New Wave (2009). Fiind pusă în postura de a alege între o carieră în operă și una în muzica jazz-soul, ea a ales calea experimentală. Interpreta s-a prezentat la concursul New Wave sub numele Jamala, iar pe parcursul celor trei zile a interpretat cântecul jazz „History Repeating”, o binecunoscută piesă ucraineană – „Ой верше мій, верше”, dar și o compoziție proprie – „Маменькин сынок”. La încheierea competiției, Jamala s-a clasat pe primul loc, cu 358 de puncte, la egalitate cu indonezianul Shandy Sondoro.

### 2010 — 2015: Primele materiale discografice
După câștigarea concursului New Wave, popularitatea Jamalei a sporit în Ucraina: ea a fost numită una dintre „Personalitățile anului” de către presă, iar Cosmopolitan a catalogat-o drept „Descoperirea anului”. De asemenea, ea a colaborat cu binecunoscuta Alla Pugaciova pentru un proiect de Crăciun, iar televiziunea locală Inter a filmat un documentar în care un grup de oameni de știință au analizat felul în care se comportă corpul unui cântăreț în timpul interpretării. În vara lui 2010 Jamala a fost invitată de producătorul Walter Afanasieff în Los Angeles, unde acesta i-a oferit șansa unei colaborări pe termen lung, însă interpreta a refuzat oferta, temându-se că Afanasieff îi va îngrădi opțiunile muzicale. Întoarsă în Ucraina, Jamala a ajuns la o înțelegere cu reprezentanții Moon Records, care i-au oferit susținere în vederea publicării materialelor sale discografice.

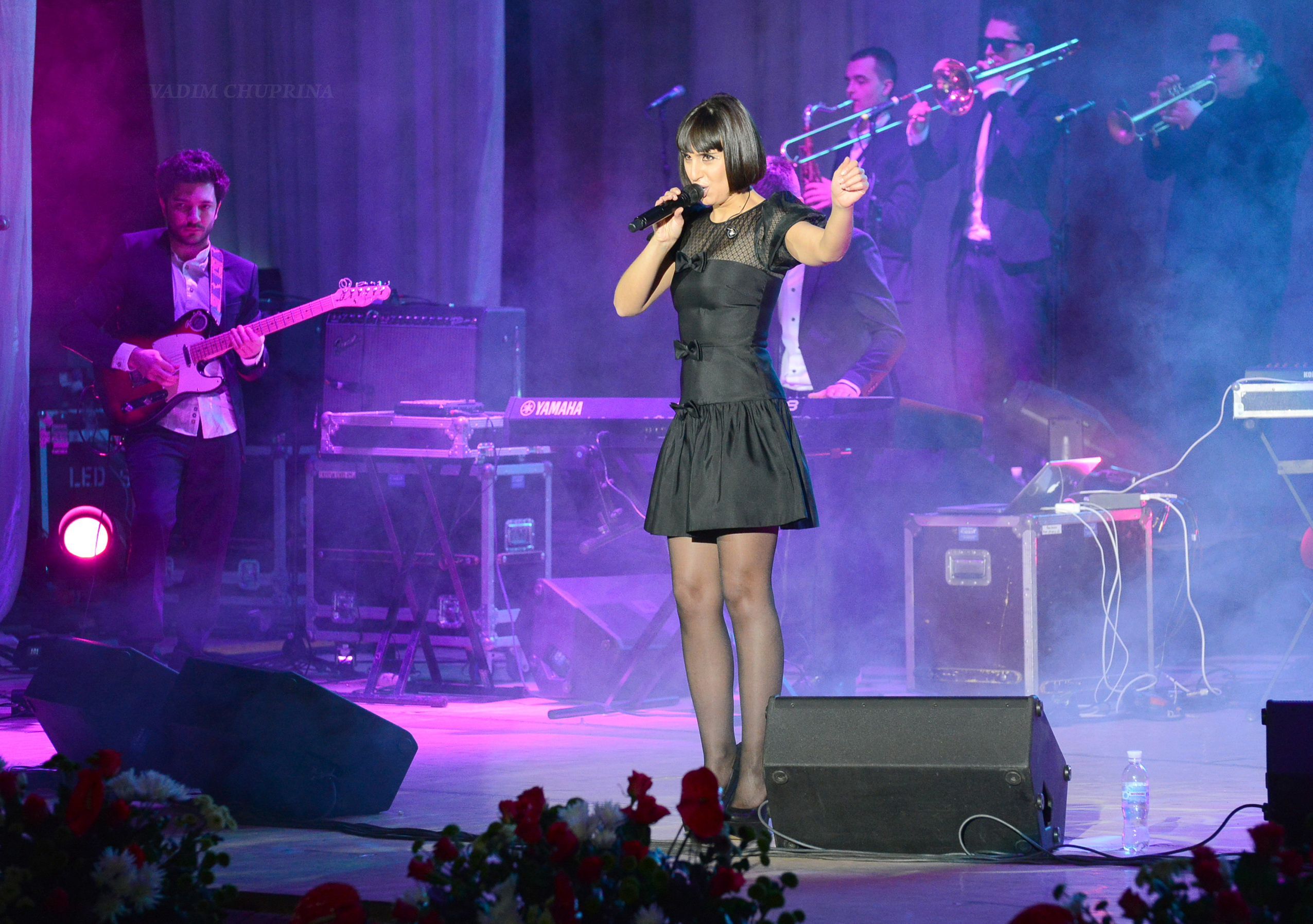
Jamala în concert (2013)

În toamna lui 2010, Jamala prezintă publicului cântecul „Smile”, cu care s-a înscris în selecția națională pentru Eurovision; în urma unei finale controversate, Jamala a ocupat locul trei, fiind devansată de Mika Newton (câștigătoarea) și Zlata Ognevici. În urma presiunii publicului, organizatorii au propus reorganizarea finalei, dar atât Jamala, cât și Zlata au refuzat să participe. Acceptând înfrângerea, Jamala s-a concentrat pe înregistrarea primului său album de studio – For Every Heart, pe care l-a prezentat publicului într-un concert susținut la Palatul Octombrie din Kiev în aprilie, 2011. Materialul conține doisprezece cântece aranjate și produse în compania muzicianului ucrainean Evgeny Filatov, iar versurile aparțin poetei Tatiana Skubashevska. La finele aceluiași an, UEFA o invită pe Jamala să creeze un cântec special pentru Euro 2012, iar aceasta acceptă și prezintă compoziția „Goal”. La începutul lui 2012, Jamala participă la o emisiune televizată, o adaptare a formatului britanic „Popstar to Operastar”, unde a format pereche cu studentul la operă Vlad Pavlyuk, alături de care a câștigat competiția. În intervalul 2012-2014 interpreta a participat la mai multe festivaluri de muzică jazz, operă și operetă din Ucraina și Rusia.
În primăvara lui 2013, Jamala revine cu cel de-al doilea album de studio al său, numit All or Nothing, material promovat prin extragerea pe single a trei cântece: „Я люблю тебя”, „Hurt” și „Кактус”. Discul conține doisprezece piese, cu versuri create de scriitoarea rusă Viktoria Platova și linii melodice compuse în exclusivitate de Jamala. Activitatea sa din plan muzical i-a adus un premiu la gala «ELLE Style Awards», la categoria „Cântăreața anului”. De asemenea, în primăvara anului 2014, Jamala a câștigat un premiu «Red Apple», la categoria «Artă», pentru contribuția sa culturală și consolidarea păcii.
În toamna lui 2014, Jamala își face debutul actoricesc în filmul Ghidul, regizat de Oles Sanin, unde o interpretează pe Olga Levitskaya, o cântăreață a teatrului din Harkiv. Ulterior artista primește rolul Omizii într-o adaptare televizată a poveștii Alice în Țara Minunilor. Pe 1 octombrie Jamala revine pe plan muzical prin lansarea discului EP Thank You, material care conține șase piese cu sonorități electronice, printre care se numără și single-ul „Заплуталась”. În toamna aceluiași an, Jamala colaborează cu Andrii Khlyvniuk pe single-ul „Злива”, prezentat publicului în ajunul aniversării a un an de la Euromaidan; cântecul avea să fie numit „Cel mai bun duet” și „Cântecul anului” la gala YUNA 2016.
În prima jumătate a anului 2015, interpreta a publicat mai multe cântece în mediul virtual, care au fost incluse pe cel de-al treilea album de studio al său – Подих, lansat pe 12 octombrie. Discul conține doisprezece melodii cu versuri scrise de poete precum Viktoria Platova, Marina Tsvetaeva sau Lina Kostenko. Albumul a câștigat premiul „Albumul anului” la gala YUNA 2016, iar piesa „Ynыe” a fost inclusă pe coloana sonoră a serialului rusesc cu același nume. Trei piese au fost extrase pe single și au beneficiat de videoclipuri oficiale: „Очима”, „Шлях додому” și „Подих”. Jamala încheie anul 2015 pe platourile de filmare, având un rol minor în filmul Polina.

### 2016 — prezent: Câștigarea Eurovisionului și activitatea recentă

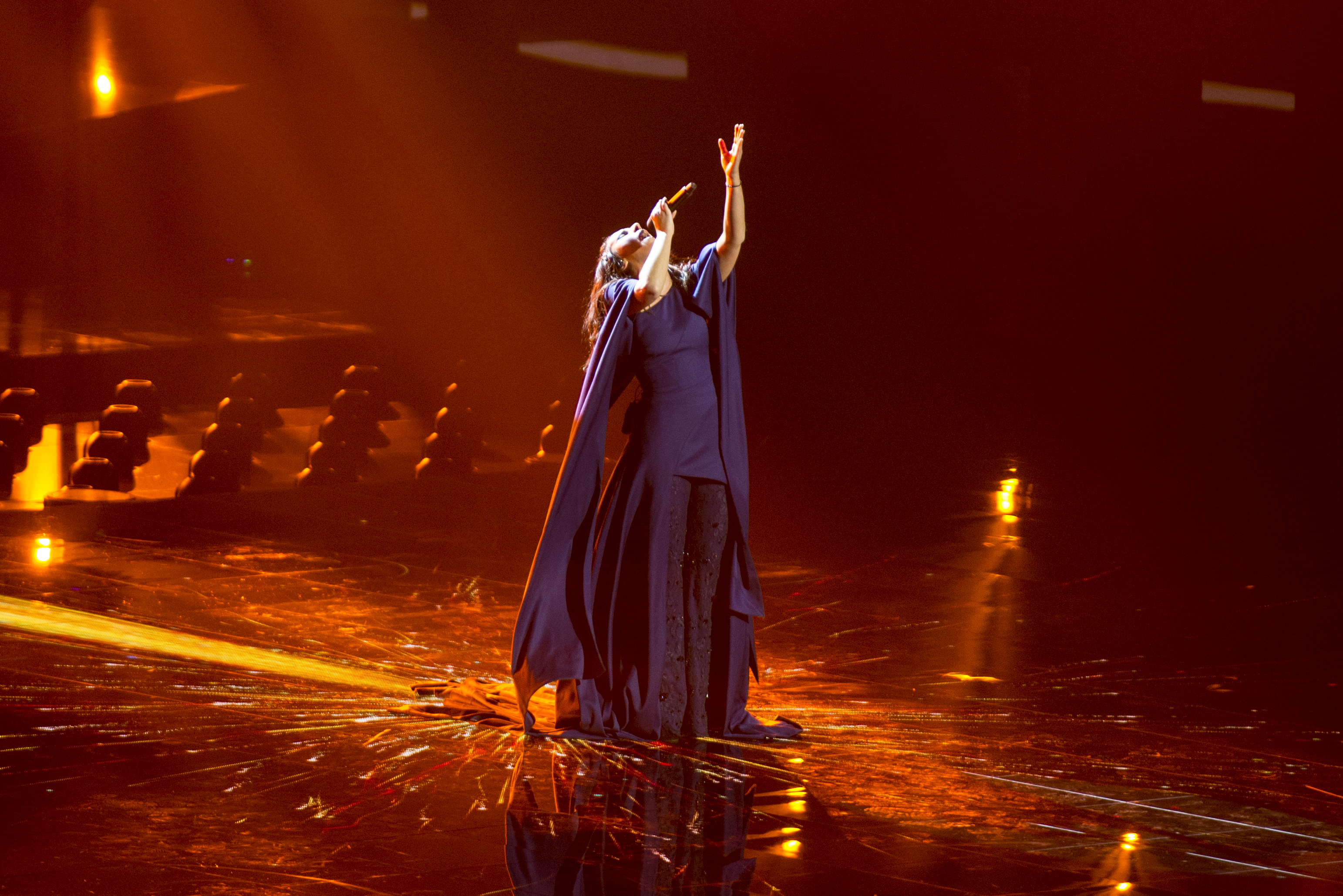
Jamala interpretând piesa 1944 în semifinalele Eurovision 2016.

Pe 26 ianuarie 2016, Jamala a anunțat că va participa la selecția națională pentru concursul muzical Eurovision 2016 cu melodia „1944”, ale cărei versuri evocă deportarea tătarilor din Crimeea. Interpreta a scris versurile având ca inspirație povestea străbunicii sale – aceasta a fost deportată împreună cu cei cinci copii ai săi în Asia Centrală în tinerețe. Conform voturilor exprimate de public și juriul de specialitate, Jamala a câștigat selecția națională și a devenit reprezentanta Ucrainei în competiția europeană. Ajunsă la Stockholm, Jamala a stârnit discuții contradictorii: ea a primit premiul Marcel Bezençon la categoria „Artistic Award”, iar în urma repetițiilor a fost considerată de către presă una dintre favoritele competiției, însă alte voci au acuzat-o pe interpretă că participă cu un cântec politic ce „pune gaz pe foc în conflictul dintre Rusia și Ucraina”. În ciuda controverselor stârnite, Jamala s-a dovedit a fi printre preferatele publicului și ale juriilor europene, iar în marea finală din 15 mai, interpreta a fost desemnată marea câștigătoare a competiției. Obținând 534 de puncte, Jamala a adus Ucrainei ce-a de-a doua victorie la Eurovision, cea precedentă datând din 2004, când Ruslana a triumfat cu „Wild Dances”.
După câștigarea Eurovisionului, piesa „1944” a intrat în câteva dintre clasameltele de specialitate din Europa, iar popularitatea Jamalei în Ucraina a sporit considerabil. La întoarcerea acasă, președintele Ucrainei, Petro Poroșenko, i-a oferit titlul onorific de „Artist al Poporului Ucrainean”, a fost numită „Cetățean de Onoare al Kievului”, Cosmopolitan i-a acordat un trofeu special, „Inspirația anului”, iar producătorii emisiunii-concurs Vocea țării i-a oferit un rol de jurat în sezonul al șaptelea. Pe 10 iunie, Jamala lansează primul său album destinat piețelor internaționale – 1944, publicat sub egida casei de discuri Universal Music Group. Materialul conține doisprezece cântece incluse de artistă pe discurile sale precedente, All or Nothing, Подих și Thank You. În septembrie, Jamala lansează și un videoclip pentru cântecul „1944”, filmat la o bază militară abandonată.
În 2017, Jamala și-a continuat activitatea în emisiunea Vocea țării, unde una dintre concurentele sale a terminat pe locul patru, iar în luna martie a devenit reprezentantul companiei suedeze de produse cosmetice Oriflame. Pe 26 aprilie 2017, interpreta se căsătorește cu Bekir Suleimanov, proaspăt absolvent al Facultății de Fizică și Matematică, într-o ceremonie tradițională ținută la Centrul Cultural Islamic din Kiev. Ulterior ea a avea să urce pe scena Eurovision 2017, unde a cântat o piesă nouă, numită „I Believe in U”, pe care a dedicat-o soțului său; de asemenea, ea a interpretat două alte melodii, „1944” și „Заманили”.

## Aprecieri critice
Primul album de studio al Jamalei, For Every Heart (2011), a primit recenzii favorabile din partea criticilor de specialitate. Dmitri Prochukhan de la NewsMuz.com spune că materialul este din punct de vedere calitativ comparabil cu muzica de calitate de la nivel european, interpreta fiind pe deplin „în control, indiferent dacă genul muzical este jazz, soul, funk, burlesque sau muzică clasică”. De asemenea, el cataloghează discul drept „unul dintre cele mai interesante debuturi muzicale din Ucraina“. Cel de-al doilea album al său, All or Nothing (2013), a fost de asemenea bine primit de critici. Aleksey Mazhaev, reprezentant al agenției de știri Intermedia observă evoluția muzicală a Jamalei și apreciază felul în care discul combină jazz-ul modern cu muzica blue și soul. Același Mazhaev a oferit o recenzie pozitivă și discului EP Thank You (2014), despre care a spus că „demonstrează potențialul uriaș al cântăreței“.
Cel de-al treilea album al interpretei, Подих (2015), pe care aceasta l-a catalogat drept „cel mai personal și onest disc lansat până acum”, a fost bine primit de critici. Recenzorii site-ului Music.com.ua au scris următoarele: „Acestui album trebuie să-i acorzi o lungă perioadă de timp, trebuie ascultat încet, cu răbdare. Piesele nu sunt scrise pentru a avea un efect imediat. În spatele aranjamentelor stratificate se află un farmec profund”. British Wave i-a oferit discului nota 9 din 10 și a lăudat calitatea sa, spunând: „calitatea aranjamentelor este cu adevărat admirabilă, iar dezvoltarea fiecărui cântec este interesantă. Stilurile muzicale variază de la folk la funk, de la soul la synth-pop, astfel încât artista mulțumește pe toată lumea”.

## Discografie

### Albume de studio
- For Every Heart (2011)
- All or Nothing (2013)
- Подих (2015)
- 1944 (2016)

### Discuri EP
- Thank You (2014)

## Premii și distincții
2009: 

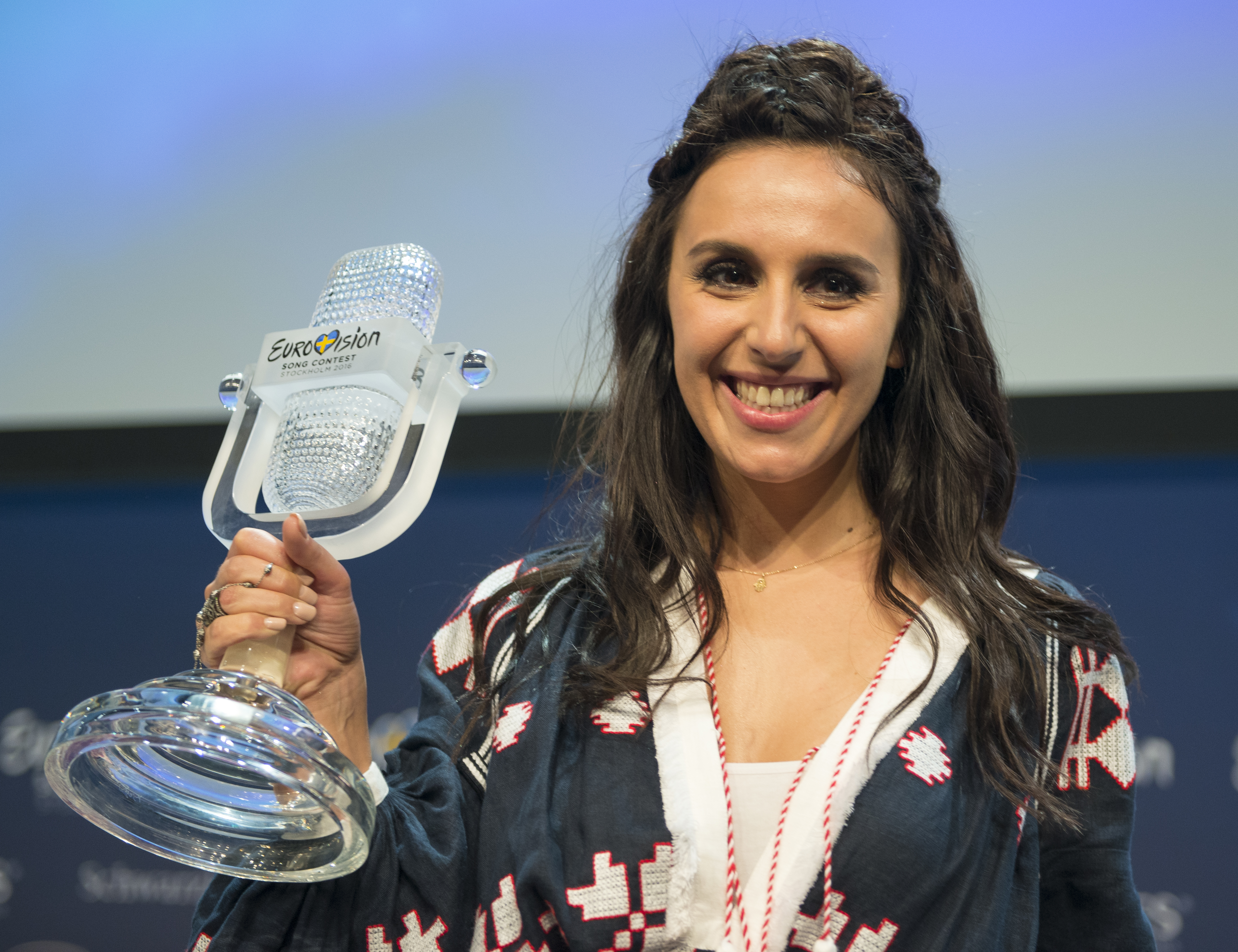
Jamala cu trofeul Eurovision 2016

- Câștigătoarea concursului internațional de tineri cântăreți „New Wave”;[13]
- Este numită una dintre „Personalitățile anului” în ierarhia „Idolul ucrainean”;[15]

2010:
- Premiul  „Showmania 2009“, la categoria „Descoperirea Anului“;[71]
- Premiul «ELLE Style», la categoria „Cântăreața anului”;[72]

2013: Premiul «ELLE Style», la categoria „Cântăreața anului”;

2014: Premiul «Red Apple», la categoria «Artă», pentru contribuția sa culturală și consolidarea păcii;

2016:
- Premiul YUNA la categoriile „Cel mai bun artist solo”, „Cel mai bun album”, „Cel mai bun cântec”, „Cel mai bun duet”;[39]
- Premiul Marcel Bezençon la categoria „Artistic Award”;[48]
- Câștigătoarea Concursului Muzical Eurovision, ediția a 61-a;[52]
- „Artist al Poporului Ucrainean”;[55]
- „Cetățean de Onoare al Kievului”;[56]
- „Inspirația anului”, acordat de revista Cosmopolitan;[57]

2017:
- Premiul YUNA la categoriile „Cel mai bun artist solo”, „Cel mai bun cântec”, „Cel mai bun duet”;[39]
- Premiul „Femeia anului 2016”, la categoria „Cultură”.[73]